# Un Argentino en New York (banda sonora)
Un Argentino en New York es la banda sonora de la película homónima y un álbum de la cantante Natalia Oreiro, producido por Pablo Durand y Federico Jusid.

## Lista de canciones
| N.º   | Título                                | Escritor(es)                        | Artista        | Duración |  |
| 1.    | «Que si, que si»                      | Fernando López Rossi y Pablo Durand | Natalia Oreiro | 3:01     |  |
| 2.    | «Caminos»                             | López Rossi y Durand                | Natalia Oreiro | 3:04     |  |
| 3.    | «Welcome to New York»                 | Federico Jusid                      |                | 1:28     |  |
| 4.    | «Espiando a Vero»                     | Jusid                               |                | 1:04     |  |
| 5.    | «Magic Show»                          | Jusid                               |                | 1:10     |  |
| 6.    | «American Football»                   | Jusid                               |                | 0:44     |  |
| 7.    | «Carta a Nueva York»                  | Jusid                               |                | 1:02     |  |
| 8.    | «Ana»                                 | Jusid                               |                | 0:52     |  |
| 9.    | «Encuentro en Central Park»           | Jusid                               |                | 3:04     |  |
| 10.   | «Camino al hospital»                  | Jusid                               |                | 0:23     |  |
| 11.   | «Chinatown by Night»                  | Jusid                               |                | 1:33     |  |
| 12.   | «Streap-Bar»                          | Jusid                               |                | 1:30     |  |
| 13.   | «L'infierno»                          | Jusid                               |                | 1:16     |  |
| 14.   | «Final en J.F.K.»                     | Jusid                               |                | 6:27     |  |
| 15.   | «Que si, que si» (Long Intro Version) | López Rossi y Durand                | Natalia Oreiro | 3:10     |  |
| 29:48 |                                       |                                     |                |          |  |